# レールチェイス
『レールチェイス』 (RAIL CHASE) は、セガより1991年発売のアーケード版ガンシューティングゲーム。

## 概要
プレイヤーはトロッコに乗って敵から逃走し、追いかけてくる敵やフェンスなどの障害物を銃で退けながら、最終的にはプレイヤーに追いついた敵を撃破する。
ステージ内にはいくつかの分岐点が用意されており、左右の矢印ポイントがある地点でどちらかを撃って選択する。ガンシューティングゲームにおけるこの分岐は当時としては画期的であり、この仕様が生み出す「プレイ毎に複数の展開が楽しめる」という変化に富んだゲーム性はリピーター確保にも効果的であった。この「ルート分岐」システムは本作を特徴付け続編の『レールチェイス2』が継承、そして他のガンシューティングゲームにも取り入れられていくことになる（「ザ・ハウス・オブ・ザ・デッドシリーズ」など）。
画面上には銃の照準が表示され（1P側が青、2P側が赤）、照準の操作は筐体備え付けのアナログスティックで行う。弾数は無制限でスティックに付いているトリガーを引くことで銃を撃つことができる（引いたままで連射可能）。
本作は他のゲームで言うプレイヤーのライフは設定されていない。代わりにプレイヤーの乗るトロッコに耐久力が設定されており、その耐久力は画面上のプレイヤーと敵キャラクターとの距離で表わされている。ライフ回復アイテムを取得すると敵は速度が減少して若干プレイヤーとの距離が離れ、ダメージを受けると敵が近付いてくるシステムが用いられている。また、受けたダメージが多くなるとトロッコが段々とボロボロになってくる他、「CAUTION!」の文字が点滅表示されるようになっている。
画面上に表示されているプレイヤーのライフが0になる（敵に追いつかれる）とトロッコが破損されたことになり、ゲームオーバー。
1995年に続編として『レールチェイス2』が出ている。
2人プレイを前提として作られている難易度で、1人プレイではダメージを受けずに突破できないシーンが多々ある上ライフ回復アイテムの回復量が少ないため、1人でのノーコンティニュークリア（1コインクリア）は理論上不可能である。

## ストーリー
秘密麻薬組織「マドー団」に奪われたガラムア村の宝を、マドー団アジトの遺跡で発見した考古学者フリントとマリー。早速持ち帰ろうとした瞬間、突然部屋が崩壊を始め、宝は穴へ。
2人はすぐに追い掛けるが、落ちた先はマドー団の資材運搬用のトロッコ停車場で、フリントとマリーはそのトロッコを使い逃走を図ろうとするが、背後にはマドー団が全力を挙げて宝を取り返さんと迫ってきていた。

## ステージ
STAGE1 - 遺跡
主人公らは盗まれたガラムアの宝を発見するが、突然宝のあった部屋が崩壊し、宝は階下にあったトロッコ停車場へと落ちてしまう。それを追ってトロッコに飛び乗り、追ってきたマドー団と戦闘を始めるところからゲームはスタートする。
基本的に遺跡や洞窟などのコースだが、途中雪山など景色は目まぐるしく変化する。また、途中で溶岩地帯ルートと雪洞ルートに分岐する。
ゲームオーバーの際は、仮面をつけた3人組の男にハンマーで殴られる。
STAGE2 ルートA - 要塞
STAGE1で雪山ルートを選択し遺跡を抜けると、要塞都市のような場所を通過する。ここでは炎によるバリケードが多く登場する他、STAGE1でも出てきた飛行機やハンググライダーも数を増して登場する。
洞窟を抜けた後半、渓流沿いで線路上に置いてある岩を破壊できればそのまま洞窟へ、岩を破壊できずに衝突すると線路を外れて渓流の中へと飛び込み、そのまま水上を疾走する。しばらくすると巨大な岩が背後に迫り、それを撃破すると、STAGE1の前半のような地下遺跡へと潜る。
ゲームオーバーの際は、ボスのトロッコに付いた火炎放射器で焼かれる。
STAGE2 ルートB - 山岳地帯
STAGE1で溶岩ルートを選択すると山岳地帯となる。
しばらくすると、山岳地帯を抜け、上と同じ渓流と合流する。
STAGE3 - 密林
STAGE3は、雰囲気はSTAGE1のそれと似ている。最初は洞窟から岩壁の間を抜け、また遺跡に戻るが、ここは苔のようなものに覆われ、画面全体的に緑色っぽくなってくる。
そこを抜けるとまた地下水路になり、やがて密林の中の川を進むことになる。
ゲームオーバーの際は敵に拳銃で撃たれる。トロッコに乗っている敵は投石機で攻撃してくる。
このステージの特徴として、高所からの急激な落下を何度も繰り返しており、これは『2』のコース構成に通ずるものがある。
STAGE4 - 密林2
密林を川から陸地へ戻ると最後のステージとなる。基本的に密林コースだが、目的地である村が近いせいか、STAGE3よりは若干開けた感じである。
ステージ序盤でコースが分岐し、洞窟と鉱山に分かれる。
ラスボスはマドー団のリーダーと思しき人物で、大型のトロッコの上に仁王立ちになり、ミサイルなどで攻撃してくる。
ゲームオーバーの際は主人公の乗ったトロッコの前に飛び降り鍵爪で一裂にされる。
ここをクリアすると、トロッコは密林からやがてガラムア村へと抜け、長老や多くの村人たちの出迎えを受けクリアとなる。スタッフロールは存在しない。